# (29118) 1981 EQ43
A (29118) 1981 EQ43 a Naprendszer kisbolygóövében található aszteroida. Schelte J. Bus fedezte fel 1981. március 3-án.